# Dynamo FC d’Abomey
Der Dynamo Football Club d’Abomey (kurz Dynamo FC d’Abomey oder Dynamo d’Abomey) ist ein beninischer Fußballverein aus Abomey, Département Zou. Mit Stand Februar 2023 spielt er im Championnat National du Benin, der ersten Liga des Landes, und trägt seine Heimspiele im Stade Municipal de Goho aus, das 7500 Plätze umfasst.